# Mogiła żołnierza czeskiego z 1915 r. w Batorzu
Mogiła żołnierza czeskiego 1915 w Batorzu – zabytkowa mogiła zbiorowa z I wojny światowej, znajduje się w gminie Batorz, powiat janowski, usytuowany jest poza miejscowością, w pobliżu Kolonii Batorz. Zarządcą jest Urząd Gminy w Batorzu.
W mogile pochowano żołnierza narodowości czeskiej Emila Jindba. W latach sześćdziesiątych mogiła została odnowiona, położono kamienną płytę z napisem: Tu spoczywa w Panu żołnierz Emil Jindba, z Litomyśla CSRS, padł z wieloma innymi 3 VII 1915 r.